# Steatoda linzhiensis
Steatoda linzhiensis är en spindelart som beskrevs av Hu 200. Steatoda linzhiensis ingår i släktet vaxspindlar, och familjen klotspindlar. Inga underarter finns listade i Catalogue of Life.